# Hyperolius pustulifer
Espèce
Statut de conservation UICN

 DD  : Données insuffisantes
Hyperolius pustulifer est une espèce d'amphibiens de la famille des Hyperoliidae.

## Répartition
Cette espèce est endémique de la République démocratique du Congo. Elle se rencontre aux environs de Luvungi (en) dans la province du Sud-Kivu,.

## Publication originale
- Laurent, 1940 : Nouveaux batraciens congolais du genre Hyperolius. Revue de Zoologie et de Botanique Africaines, Tervuren, vol. 34, p. 1-7.